# جووانی نارتسیزی
جووانی نارتسیزی (ایتالیایی: Giovanni Narzisi؛ زادهٔ ۲ فوریهٔ ۱۹۲۹) یک کارگردان فیلم، فیلم‌نامه‌نویس، و فیلم‌بردار اهل ایتالیا است. نارتسیزی در پالرمو متولد شد و کار خود را در دهه ۱۹۵۰ به عنوان فیلمبردار و دستیار فیلمبرداری ماریو باوا و ماسیمو دالامانو آغاز کرد. او در سال ۱۹۶۲ با فیلم جنگی امروز در برلین نخستین‌بار به‌عنوان فیلم‌بردار ظاهر شد؛ پس از همکاری در آثاری چون داس مرگ (۱۹۶۲)، کارخانه عشق (۱۹۶۴) و خرابکاران، دو فیلم نوشت و کارگردانی کرد: وسترن اسپاگتی دجورادو (۱۹۶۶) و کمدی سکسی سبک ایتالیایی به‌دنبال مرد لاتینو… تحت تعقیب (۱۹۷۷)، که هر دو با واکنش منفی منتقدان روبه‌رو شدند و در گیشه نیز ناموفق بودند.
از جمله فیلم‌های او می‌توان به خرابکاران و مرد لاتینو… تحت تعقیب اشاره کرد.